# Smeringopus pallidus
Smeringopus pallidus là một loài nhện trong họ Pholcidae. Đây là loài đặc trưng trong chi Smeringopus.